# Clément Mouhot
Clément Mouhot – francuski matematyk, od 2013 profesor na University of Cambridge. Zajmuje się równaniami różniczkowymi cząstkowymi i fizyką matematyczną.

## Życiorys
Studiował w Lyonie, stopień doktora uzyskał w 2004 w École normale supérieure de Lyon (promotorem doktoratu był Cédric Villani). W latach 2005–2010 pracował w Centre national de la recherche scientifique, od 2010 jest związany z University of Cambridge, gdzie od 2013 jest profesorem. 
Swoje prace publikował m.in. w „Communications in Mathematical Physics”, „Archive for Rational Mechanics and Analysis”, „Journal of Statistical Physics” i najbardziej prestiżowych czasopismach matematycznych świata: „Acta Mathematica” i „Inventiones Mathematicae". Jest lub był redaktorem „Analysis & PDE”, „Communications in Mathematical Physics”, „Archive for Rational Mechanics and Analysis” i „Journal of Statistical Physics”. 
W 2018 roku wygłosił wykład sekcyjny na Międzynarodowym Kongresie Matematyków w Rio de Janeiro, w 2019 na konferencji Dynamics, Equations and Applications (DEA 2019), a w 2016 wykład plenarny na European Congress of Mathematics. 
W 2014 otrzymał Whitehead Prize.